# Денисов, Виктор Николаевич (конструктор)
Виктор Николаевич Денисов (род. 10 февраля 1935, Тула) — советский инженер-конструктор, оружейник и изобретатель. Работал на предприятии ЦКИБ СОО, имеет на своём счету 16 авторских свидетельств, принимал участие в доработке спортивных винтовок МЦ12 и МЦ13, а также в создании различных образцов охотничьего и гражданского оружия.
По данным на 2015 год спортивное оружие В. Н. Денисова позволило советским и российским спортсменам на Олимпийских Играх и чемпионатах мира по стрелковому спорту завоевать восемь золотых, пять серебряных, и шесть бронзовых медалей.

## Биография
- 1935 год: родился в городе Тула.
- 1954 год: с отличием окончил техникум имени С. И. Мосина и начал обучение на машиностроительном факультете Тульского механического института. Во время учёбы в институте принимал участие в освоении целины, за что был отмечен соответствующей наградой. Дипломная работа велась под руководством известного тульского оружейника Александра Никитовича Ганичева и носила название «Конструирование гильз и современных авиационных пушек»; защита прошла на «отлично»[2].
- 1959 год: после окончания института был отобран среди лучших выпускников Тульского механического института начальником ЦКИБ СОО Иваном Михалёвым для работы над перспективными оружейными системами[2]. Первый конструкторский опыт получил при совершенствовании спортивных винтовок МЦ12 и МЦ13 под руководством Владимира Фёдоровича Трухачёва[2].
- начало 1960-х годов: начинает самостоятельные творческие изыскания в перспективном направлении по созданию самозарядных охотничьих карабинов. В соавторстве с Ю. П. Бровкиным им был разработан охотничий карабин МЦ26-09 (в серию не пошёл), ориентированный на массового потребителя; в дальнейшем, на базе карабина Мосина образца 1944 года, им был создан охотничий карабин КО-44-1[2].
- 1965 год: создание карабина МЦ18 под патрон кольцевого воспламенения 5,6 мм[2][3].
- конец 1990-х: разработка самозарядного карабина МЦ501 при участии главного конструктора Тульского КБП Василия Грязева[2].

## Разработки
- самозарядный охотничий карабин МЦ18[3],
- самозарядный охотничий карабин МЦ501,
- самозарядный охотничий карабин МЦ126 под патрон 7,62×51 мм,
- самозарядный охотничий карабин МЦ551 под патрон 8×68 мм S,
- карабин МЦ552 под патрон 9,3×62 мм,
- карабин МЦ554 с быстросменными стволами под патроны 9,3×62 мм, .30-06 и 8×57l,
- самозарядный карабин ОЦ-18 на базе снайперской винтовки СВД,
- самозарядный карабин ОЦ-25 на базе автомата АКМ,
- спортивные винтовки МЦ112, МЦ113 и МЦ114,
- пневматические спортивные винтовки МЦ60-1, МЦ69-1, МЦ118, МЦ119, МЦ372,
- газобаллонная спортивная винтовка МЦ371,
- спортивные арбалеты МЦ600 и АСП-2,
- устройство для определения направления и скорости ветра в нижних слоях атмосферы ТКБ-049А на базе охотничьего ружья 12-го калибра[1][2].

## Почётные звания
- Заслуженный машиностроитель СССР[источник не указан 2052 дня]
- Почётный машиностроитель Министерства
- Нагрудный знак «Изобретатель СССР»